# Epiduroskopie
Epiduroskopie je endoskopický výkon prováděný v epidurálním prostoru. Jejím prostřednictvím je diagnostikován a terapeuticky ošetřen zdroj chronické lumbosakrální radikulární bolesti zad vznikající nejčastěji v důsledku syndromu selhané operace zad (FBSS, failed back surgery syndrome), který se projevuje u 10 až 40 % operovaných pacientů. Zdrojem bolesti může být epidurální fibróza (zmnožení vaziva) v míšním kanálu, která dráždí míšní kořen nebo způsobuje zúžení epidurálního prostoru. Statisticky se fibróza projevuje až u třetiny pacientů po operacích.
Epiduroskopii lze označit za výkon, který nabízí tři efektivní terapeutické možnosti: diagnostiku a identifikaci místa bolesti zobrazením epidurálního prostoru speciálním endoskopem, mechanické odstranění epidurální fibrózy a cílenou aplikaci léčiva. 

## Symptomy a diagnostika
Bolest se projevuje nejčastěji v oblasti dolní části bederní páteře s vyzařováním do dolních končetin nebo bez vyzařování, případně v obou místech současně. Místo a způsob šíření bolesti je v závislosti na místě postižení v páteři velmi variabilní. Diagnostika přítomné epidurální fibrózy se stanovuje většinou na základě konvenčních zobrazovacích metod jako MRI a CT a jako vysoce efektivní metodou se při jejím záchytu projevuje právě epiduroskopie. Studie porovnávající schopnost detekování fibrózy prokázala 16% zachycení fibrózy MRI oproti 90 % u epiduroskopie.

## Terapeutické možnosti epiduroskopie
Epiduroskopie je komplexní výkon, který podává významnou diagnostickou informaci o míšním kanálu. Důkladné zobrazení epidurálního prostoru kamerou umožňuje snadno a přesně odhalit postižené nervové kořeny, identifikovat záněty, srůsty či jiné abnormality. Díky přímé vizualizaci je možné ihned terapeuticky řešit jiné patologické procesy v míšním kanálu. Při epiduroskopii se využívá speciální endoskop – vícelumenový instrument, který umožňuje zavedení optického vlákna, laserového vlákna a další terapeutické mechanismy. Nejúčinnějšími léčebnými možnostmi epiduroskopie je adheziolýza, resp. mechanické rozrušování adhezí (srůstů), kontinuální proplachování fyziologickým roztokem, který odstraňuje zápalové prvky a cílené podávání léčiva (kortikosteroidů). 

## Způsob provedení epiduroskopie
V lokální anestezii a pod kontrolou rentgenu se přirozeným anatomickým otvorem v kosti křížové (hiatus sacralis) zavádí speciální zaváděcí jehla. Přes jehlu se poté zavede velmi tenký endoskop, který je napojen na kameru, a laserové vlákno. Pod neustálou vizuální kontrolou je následně fibrózní tkáň odstraňována laserem nebo tepelnou radiofrekvencí. Pro precizní zobrazení je míšní kanál proplachován fyziologickým roztokem. V případě zúžení epidurálního prostoru se zavádí balonkovitý katetr, který umožní jeho rozšíření a zpřehlednění. Epiduroskop se zavádí ve většině případů na úroveň ploténky L5-S1 nebo L4-5.

## Výhody epiduroskopie
Epiduroskopie jako miniinvazivní výkon přináší, v porovnání s konvenční chirurgií, dle ISMISS pacientovi řadu výhod, zejména nižší riziko poškození nervů, menší tvorbu epidurální fibrózy, nižší výskyt infekcí, menší chirurgický řez a chirurgické trauma. Benefitem je v neposlední řadě také rychlejší rekonvalescence a rychlejší návrat do aktivního života. Výkon se provádí v režimu jednodenní chirurgie, tj. pacient se po zákroku a doporučené době odpočinku navrací tentýž den do svého domova. Délka výkonu se pohybuje od 20 do 60 minut.